# Strada sopraelevata

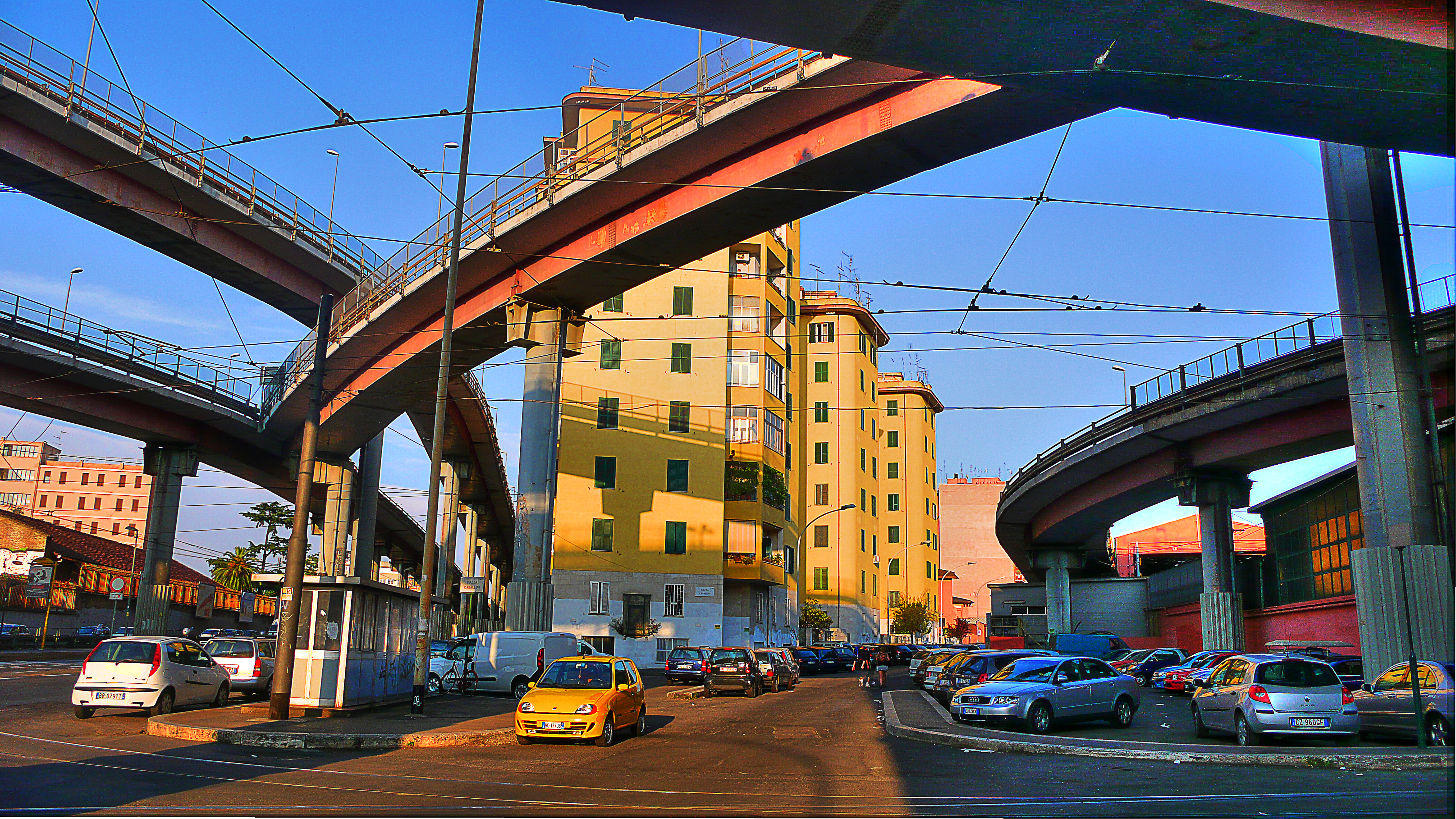
La tangenziale Est di Roma

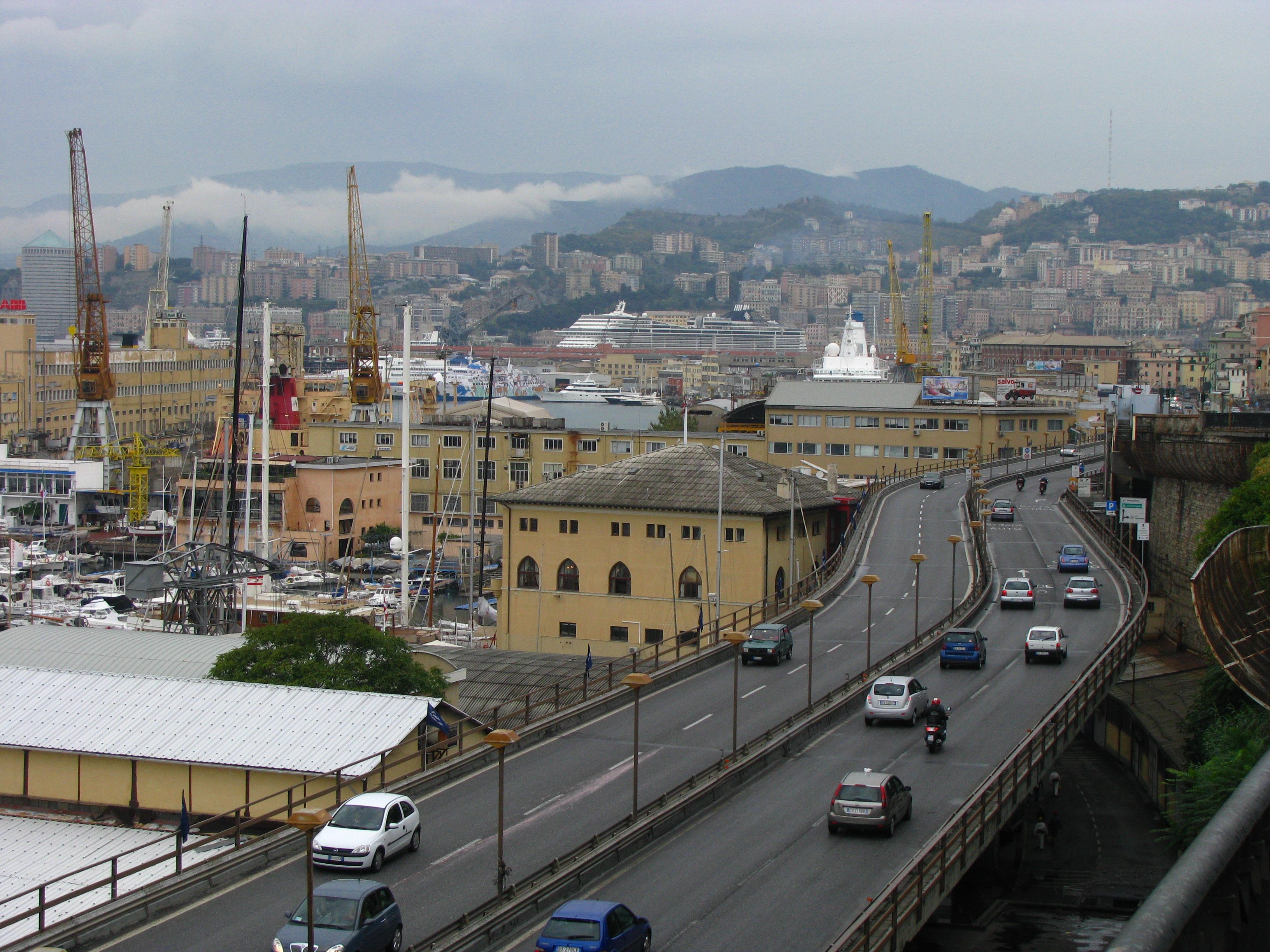
La sopraelevata di Genova

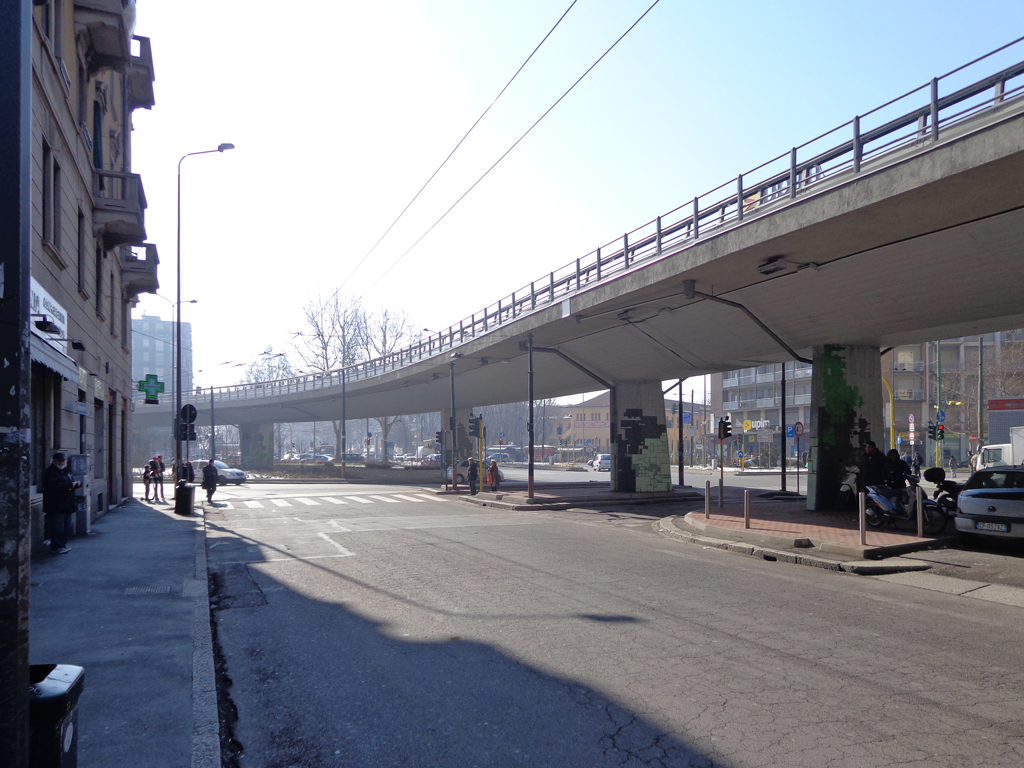
La sopraelevata di Piazzale Corvetto a Milano

Una strada sopraelevata è un tipo di strada urbana a scorrimento veloce che corre a un livello superiore rispetto alle strade ordinarie (per lo più su viadotti).
Le strade sopraelevate consentono di collegare rapidamente diversi punti di una città. Hanno tuttavia alcuni gravi svantaggi: portano ad un aumento del rumore e dell'inquinamento, e contribuiscono al degrado delle parti di città che si trovano sotto di esse.

## Esempi
- Sopraelevate di Corso Grosseto e Corso Mortara a Torino (demolite)
- Sopraelevata di Piazzale Corvetto a Milano
- Cavalcavia del Ghisallo a Milano
- Cavalcavia Monte Ceneri-Serra a Milano
- Sopraelevata di Genova
- Tangenziale Est di Roma nel quartiere San Lorenzo
- Viadotto di Corso Francia a Roma
- Sopraelevata di Corso Novara a Napoli (demolita)